# Opharus albipunctatus
Opharus albipunctatus là một loài bướm đêm thuộc phân họ Arctiinae, họ Erebidae.